# Денгоф, Александр фон
Граф Александр фон Денгоф (нем. Alexander von Dönhoff; 9 февраля 1683, Кёнигсберг — 9 октября 1742, Берлин) — прусский генерал-лейтенант и доверенное лицо короля Фридриха Вильгельма I.

## Биография
Представитель знатного прусского дворянского рода Денгофов герба «Вепрь». Четвёртый (младший) сын прусского генерал-лейтенанта, графа Фридриха фон Денгофа (1639—1696), и баронессы Элеоноры Екатерины фон Шверин (1646—1696). Старшие братья — прусские генералы Отто Магнус, Богуслав Фридрих и Эрнест Владислав.
В ноябре 1699 года граф Александр фон Денгоф начал военную службу в бранденбургской армии в звании прапорщика. Затем он отправился в Гессен-Кассель, где получил чин капитана.
С 1701 года участвовал в войне за испанское наследство против Франции. В 1704 году Александр фон Денгоф был произведен в майоры, а в 1705 году получил чин обер-лейтенанта. В 1706—1707 годах участвовал в военных действиях против французов в Северной Италии. 27 декабря 1709 года был произведен в полковники.
С 1720 года Александр фон Денгоф командовал отдельным полком, 13 июля 1722 года получил чин генерал-майора прусской армии.
В 1730 году во время судебного процесса против прусского кронпринца Фридриха и Ганса Германа фон Катте граф Александр фон Денгоф входил в состав военного суда. В 1734—1735 годах руководил прусской армией во время рейнской кампании. 7 июня 1737 года был произведен в генерал-лейтенанты.
В июне 1740 года вышел в отставку с военной службы.

## Семья и дети
31 октября 1720 года женился на графине Шарлотте фон Блюменталь (1701—1761), дочери прусского камергера, графа Адама Людвига фон Блюменталя (1666—1704). Дети:
- София Элеонора фон Денгоф (1721—1742)
- Фридрих Вильгельм фон Денгоф (1723—1774)
- Карл Фридрих Людвиг фон Денгоф (1724—1778), прусский генерал-майор
- Фредерика Вильгемина Шарлотта фон Денгоф (1726—1794), жена графа Виктора Фридриха фон Сольмс-Зонненвальде (1730—1794)
- Луиза Августа Амалия фон Денгоф (1730—1768), 1-й муж Карл Георг Август фон Оппель (ум. 1760), 2-й муж Ульрих Фридрих фон Штерн (ум. 1796).